# District de Sudhnati
Le district de Sudhnati est la plus petite subdivision administrative du territoire Azad Cachemire au Pakistan.
Son chef-lieu est la ville de Pallandari.